# Человек дождя
«Челове́к дождя́» (англ. Rain Man) — американский художественный фильм (драма и роуд-муви) 1988 года, режиссёра Барри Левинсона. 
История страдающего савантизмом Рэймонда (Дастин Хоффман) и его эгоцентричного брата Чарльза Бэббита (Том Круз) заслужила в основном положительные отклики влиятельных американских критиков, получила 4 премии «Оскар» (включая награду за «Лучший фильм») и «Золотого медведя» Берлинского кинофестиваля. Дастин Хоффман был удостоен награды Американской киноакадемии и премии «Золотой глобус» за главную мужскую роль.

## Сюжет
Молодой бизнесмен Чарли Бэббитт (Том Круз) неожиданно узнаёт, что его умерший отец-миллионер оставил наследство не ему, а его страдающему аутизмом брату Рэймонду (Дастин Хоффман), живущему в лечебнице для душевнобольных. О его существовании Чарли раньше и не догадывался. Он решает увезти своего брата из лечебницы и не возвращать его, пока половина наследства не будет отдана ему.
Рэймонд обладает феноменальной памятью и способен производить в уме сложнейшие арифметические расчёты. Но в то же время по умственному развитию Рэймонд почти ребёнок и живёт в своём внутреннем мире, опирающемся на строгое расписание и привычки. В аэропорту выясняется, что Рэймонд панически боится летать на самолётах, потому что помнит наизусть количество жертв авиакатастроф за последние годы. В результате Чарли приходится совершить вдвоём с братом автомобильное путешествие через всю Америку — из штата Огайо в Лос-Анджелес.
Во время путешествия по стране Чарли и Рэймонд сближаются. Сначала Рэймонд очень раздражает нетерпимого и эгоистичного брата своим специфическим поведением и привычками, а потом Чарли находит применение необычным способностям Рэймонда (англоязычные критики называют героя Дастина Хоффмана савантом), выиграв крупную сумму в казино Лас-Вегаса и благодаря ему выпутывается из сложной финансовой ситуации. 
В то же время под влиянием брата Рэймонд начинает лучше ориентироваться в окружающем мире. К концу путешествия между братьями устанавливается искренняя дружба и привязанность. Чарли узнаёт, что отец поместил Рэймонда в лечебницу много лет назад, после того как он нечаянно облил маленького Чарли кипятком. Это заставляет Чарли полностью пересмотреть своё отношение к покойному отцу и забыть все старые обиды.
Общение с Рэймондом неожиданно помогает Чарли восстановить отношения со своей девушкой Сюзанной. Наконец, после беседы с психиатрами, Чарли соглашается на возвращение Рэймонда в клинику, где тому было бы спокойнее и безопаснее и где Чарли мог бы навещать брата.
Название фильма произошло от схожести произношения английского имени «Рэймонд» (англ. Raymond) и словосочетания «Человек дождя» (англ. Rain Man). Чарли помнил, что когда он был маленьким и ему бывало страшно, к нему приходил Rain Man и пел ему песни, успокаивая его. Только теперь, когда он узнал своего брата ближе, Чарли понял, что это был Рэймонд. Он называл невнятно его имя, и поэтому Рэймонд превратился в его воспоминаниях в волшебного Человека дождя.

## В ролях
| Актёр            | Роль                             |
| ---------------- | -------------------------------- |
| Дастин Хоффман   | Рэймонд (Рэй) Бэббитт            |
| Том Круз         | Чарльз (Чарли) Бэббитт           |
| Валерия Голино   | Сюзанна                          |
| Джералд Молен    | доктор Брунер                    |
| Джей Мёрдок      | Джон Муни                        |
| Майкл Д. Робертс | Верн                             |
| Ральф Сеймур     | Ленни                            |
| Люсинда Дженни   | Айрис                            |
| Бонни Хант       | официантка Салли Диббс           |
| Ким Робийяр      | доктор из городка                |
| Бет Грант        | мать на ферме                    |
| Барри Левинсон   | один из врачей в финальной сцене |

## Отзывы и оценки
История путешествия братьев Бэббиттов через всю Америку привлекла большое внимание критиков. Преобладали в основном положительные отклики. Роджер Эберт отозвался о том, что фильм очаровывает тем, что не даёт сентиментальные ответы на сложные вопросы, которые задаёт жизнь.
В основе сюжета путешествие, но фильм нельзя назвать типичным road movie. Для такого рода фильмов характерно изменение героев. Архетип 1980-х — циничный Чарльз — меняется сильно. Сталкиваясь с миром ограничений и правил своего брата, он неожиданно начинает чувствовать к нему привязанность. Однако произошло ли что-то с главным героем Рэймондом, неизвестно. Зрителю так и не удаётся проникнуть в его мысли.

Главный плюс картины — убедительное изображение героя, неспособного к эмоциональному развитию. Персонаж Круза своим эгоизмом и жестокостью спасает фильм от чрезмерной сентиментальности. Более того, его личностный рост и примирение с прошлым не настолько сильны, чтобы зритель смог перестать считать его законченным яппи, вечно висящим на трубке телефона в эту эру проводной телефонной связи.
Оригинальный текст (англ.) The film's greatest achievement is successfully framing the plot around a character incapable of emotional development. Cruise's character compensates with his selfishness and exasperation saving the film from an excess of sentiment. What's more, his personal improvement and reconciliation with the past is not so overwhelming that we'd expect him to remain anything other than the consummate yuppie, forever on the blower in this pre-mobile America.
— Ник Хилдич, обозреватель ресурса bbc
Это же обстоятельство было причиной и отрицательных откликов о картине. По мнению критика Хэла Хинсона, Дастин Хоффман попытался просто убежать от сложного материала, изобразив замкнутого на себе героя, пусть это собственно и требовалось по сюжету. Блестящая работа оператора Джона Сили пропадает зря. Хоффман и Круз — звёздная, но не совсем соответствующая друг другу по темпераменту актёрская пара. Великолепные съёмки дуэта на фоне замечательных американских пейзажей в итоге не впечатляют.

## Награды
- 1989 — фильм получил четыре «Оскара»
  - Лучший фильм
  - Лучшая режиссура (Барри Левинсон)
  - Лучшая мужская роль (Дастин Хоффман)
  - Лучший оригинальный сценарий (Рональд Басс, Барри Морроу).
- 1989 — «Золотой глобус»
  - Лучший фильм (драма)
  - Лучшая мужская роль (драма)
- 1989 — Гран-при Берлинского кинофестиваля (1988) — «Золотой медведь».
- 1989 — Премия Давид ди Донателло
  - Лучшая работа режиссёра
  - Лучшая мужская роль